# Шала, Эгзон
Эгзон Шала (алб. Egzon Shala; род. 23 ноября 1990, Сува-Река, Косово и Метохия) — албанский и косовский борец вольного стиля, участник Олимпийских игр в Токио, на которых был знаменосцем на Косово на церемонии закрытия.

## Карьера
Занимается борьбой с 1998 года под руководством своего отца Сулеймана Шала. С начала 2019 года представляет Косово. В сентябре 2019 года на чемпионате мира в Нур-Султане остался за первой шестёркой борцов, которые получили лицензию на Олимпийские игры, однако в феврале 2020 года из-за аннулирования результатов борцов Хасанбоя Рахимова из Узбекистана и Баджи Хутабы из Сирии, занял итоговое пятое место и получил возможность выступить в Токио. В августе 2021 года на Олимпиаде в схватке на стадии 1/8 финала на туше одолел представителя Алжира Джахида Беррахала, а в 1/4 финала уступил иранцу Амиру Хоссейну Заре и занял итоговое 7 место.

## Достижения
- Средиземноморские игры 2013 — ;
- Чемпионат мира по борьбе 2014 — 6;
- Чемпионат мира по борьбе 2019 — 5;
- Олимпийские игры 2020 — 7;